# Enrique Real Magdaleno
Enrique Real y Magdaleno (1860-siglo XX) fue un escritor español.

## Biografía
Nacido el día 17 de julio de 1860 en la villa de Alconera, estudiaba en 1883 Filosofía y Letras en la Universidad de Sevilla. A partir de 1880 se dio a conocer como literato en El Eco de Andalucía, El Anunciador Universal, Los Debates, Sevilla Mariana y La Protesta, todos de Sevilla; en La Ilustración Militar y la Revista Pericial Mercantil de Madrid, y en El Eco de Fregenal. Autor de un volumen de poemas titulado Primeras composiciones (Madrid, 1885), en la década de 1880 publicaba en Fregenal de la Sierra la revista quincenal Extremadura Literaria.